# Apisa canescens
Apisa canescens là một loài bướm đêm thuộc phân họ Arctiinae, họ Erebidae.